# Ann Jarvis
Ann Maria Reeves Jarvis, född 30 september 1832 i Culpeper i Virginia, död 9 maj 1905 i Philadelphia i Pennsylvania, arbetade för att främja bättre folkhälsa och organiserade under amerikanska inbördeskriget kvinnor som gav sjukvård åt skadade. Ann Jarvis är mor till Anna Marie Jarvis (1864–1948) som anses som den som startat firandet av Mors dag i USA.
På årsdagen av sin mors, Ann Jarvis, bortgång ville Anna Jarvis hedra hennes minne. Den 10 maj 1908 hölls därför en gudstjänst med fokus på fjärde budet och moderskärlek. Kyrkan pryddes av Anna Jarvis själv och till alla besökare delades vita nejlikor ut, moderns favoritblomma.